# Mallerenga emplomallada crestanegra
La mallerenga emplomallada crestanegra (Baeolophus atricristatus) és una espècie d'ocell de la família dels pàrids (Paridae) que habita boscos i matolls de Texas i l'est de Mèxic fins Hidalgo i el nord de Veracruz. Era considerada una subespècie de la mallerenga emplomallada bicolor (B. bicolor), però va ser reconeguda com a espècie separada en 2002.

## Descripció
Fa uns 14 a 15 cm de llarg. Té els flancs rovellats, les parts superiors grises i el ventre blanquinós. El mascle té una llarga cresta negra fosca que se sol estar erecta, mentre que la cresta de la femella no és tan fosca. És molt comú on sigui que creixin arbres, ja siguin de fulla caduca, fustes pesades, o arbres d'ombra urbans. La crida anomenada "peter, peter, peter" és similar a la de la mallerenga emplomallada bicolor, però més curta. La dieta consisteix en baies, nous, aranyes, insectes i larves.

## Distribució
És nadiu del sud de Texas, Oklahoma, i l'est centre de Mèxic, tot i que han estat registrades observacions tan al nord i est com St. Louis, Missouri i a Memphis (Tennessee).

## Subespècies
Es reconeixen tres subespècies:
- B. a. atricristatus (Cassin, 1850)– sud de Texas i nord-est de Mèxic.
- B. a. paloduro (Stevenson, 1940) Texas i sud-oest d'Oklahoma.
- B. a. sennetti (Ridgway, 1904) – centre i sud de Texas.